# دیوید نهمات
دیوید نهمات (انگلیسی: David Nahmad؛ زادهٔ ۱۹۴۷ (۷۷–۷۸ سال)) فروشنده آثار هنری، کارآفرین و سرمایه‌دار اهل لبنان است.